# 雁木造

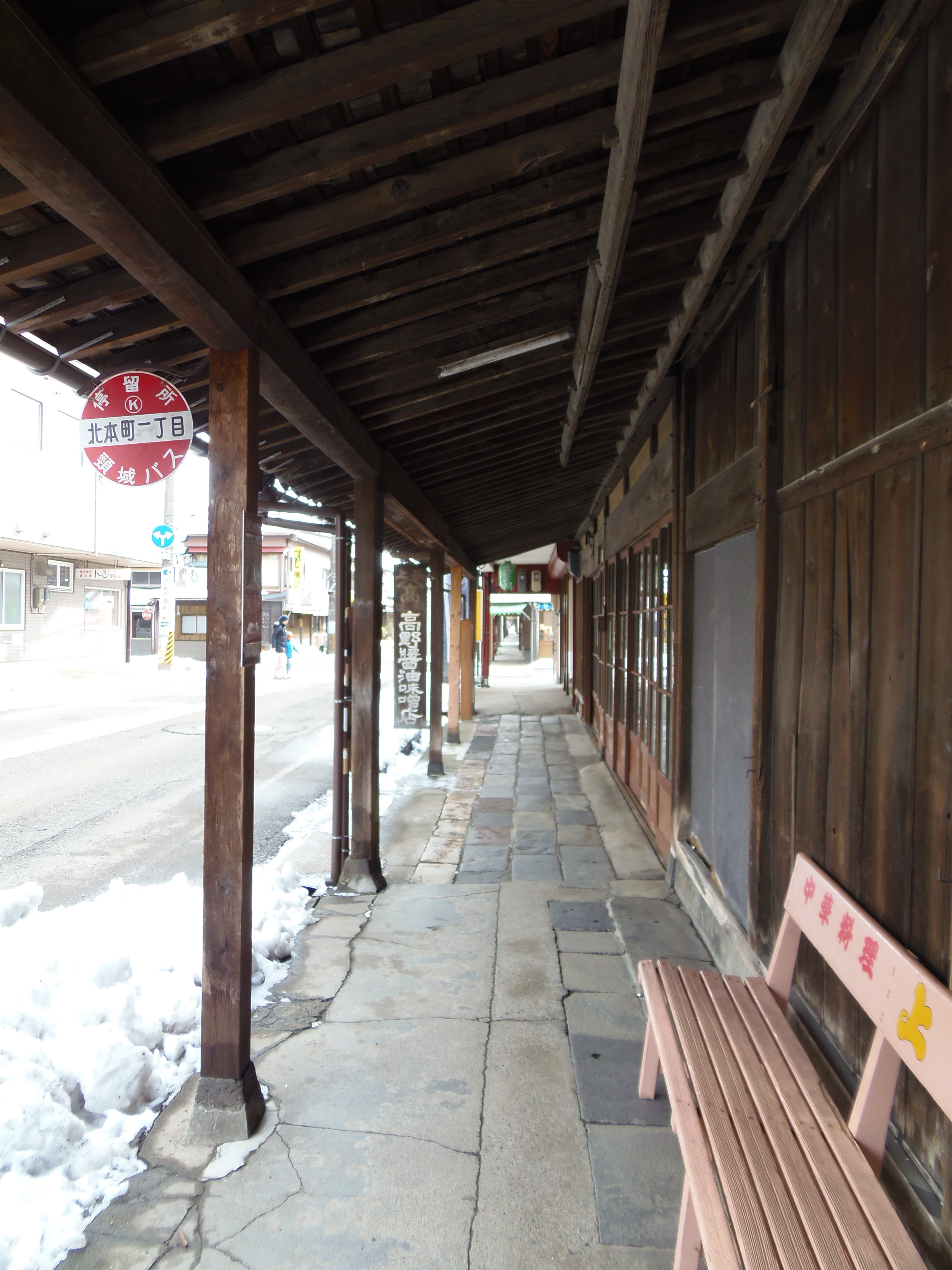
雁木通り（新潟県上越市高田地区）

雁木造（がんぎづくり）とは、雪や雨の日で通行機能を確保するため、建物の庇を長く張り出して、下を通路として作り出した建築様式を指す。
日本では新潟県など本州の日本海側地域の町場によく見られ、雁木（がんぎ）ともいう。雁木を備えた通りは雁木通り（がんぎどおり）と呼ばれる。秋田県や青森県津軽地方では小見世（こみせ）、山形県置賜地方では小間屋（こまや）、鳥取県若桜町では仮屋（かりや）と呼ばれるなど地域によって呼称は様々である。
中華圏の騎楼、イスラム圏とスペイン語圏のアーケード、イタリアのボローニャのポルチコとは類似の構造になっている。

## 概要

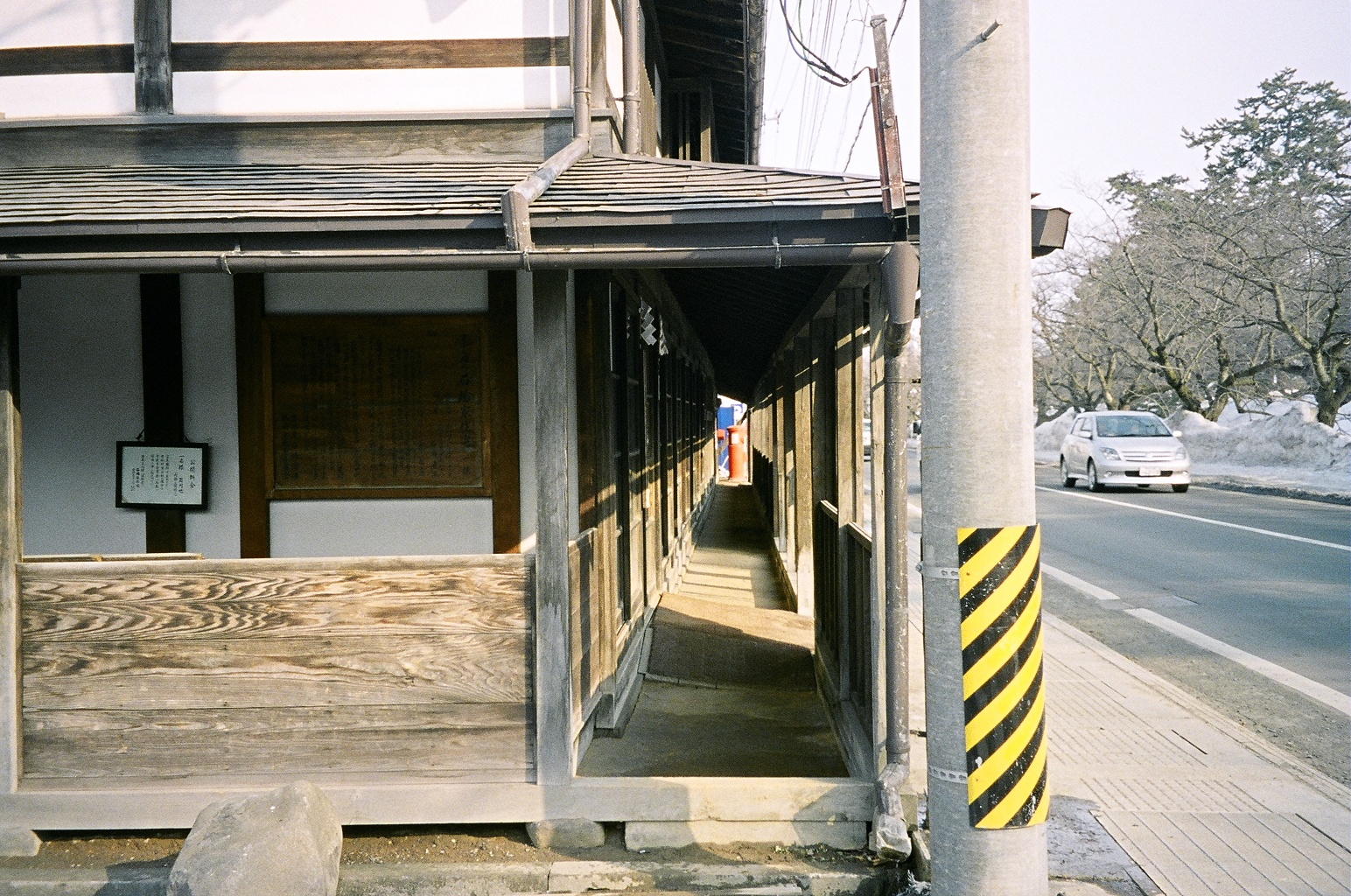
こみせ（青森県弘前市）

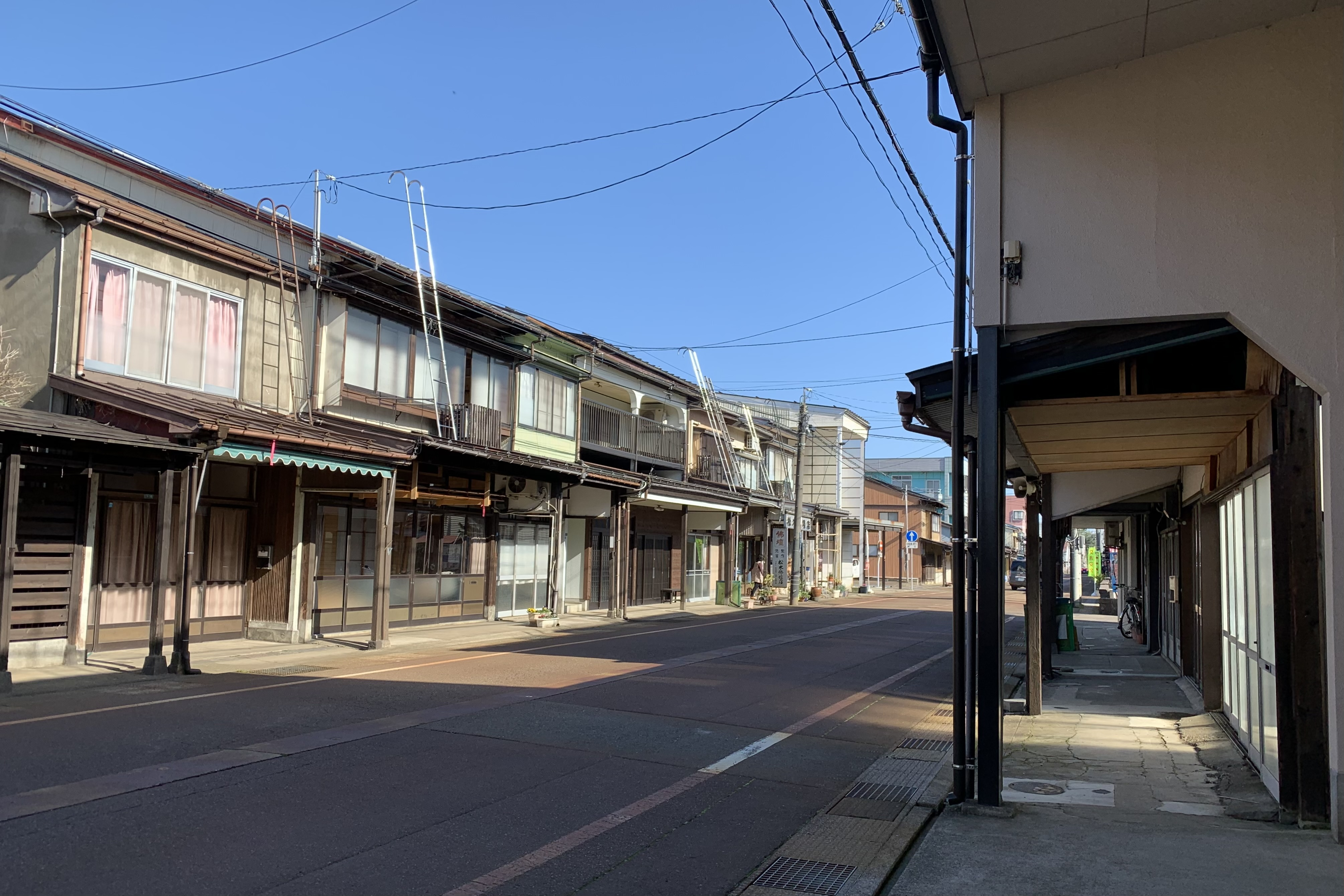
高田の落とし式雁木（新潟県上越市）

日本海側の都市において、積雪期においても通りを往来できるように開発されたもので、連なった民家や商店街の店が1階部分の軒を延長して庇（ひさし）を道路側に突き出すような格好とする方式（落とし式雁木）や、雁木の上にせり出した2階部分を持つ方式（造り込み式雁木）など様々な形態がある。雁木の名の由来は、雁（ガン）が群れをなして空を飛んでいる様に似ていることから名づけられたものである。従来はその名の通り木製が大半を占めたが、現代においては鉄骨造やRC造なども多く見られる。
豪雪地で考案された雁木の特徴は、積雪期の道路の交通障害を回避し、積雪時においても生活路が確保できる長所がある一方で、採光性が悪いという短所がある。雁木の下は一般的に公道ではなく私有地であり、その地権者は地域の共有財産だとして無償で敷地を提供して、第三者の利便のため交通利用させている。ただし道路拡幅等によってもともと私有地であった雁木設置場所が公道となることもあり、戦災復興の過程で拡幅が多く行われた新潟県長岡市では建築許可、道路占用許可、建築確認の手続きのもとで公道内に雁木が設置されている。
津川（新潟県阿賀町）では1610年（慶長15年）の津川大火後の復興時に整備されたといわれており、現地には「雁木発祥の地」の碑がある。また、高田城下（新潟県上越市）や長岡城下（同長岡市）では江戸時代初頭の城下町建設時に整備されたと伝えられており、街道筋や商人町、職人町などの町屋が軒を連ねたところに作られで冬場の生活を確保していた。また、雁木通りの成立には定期市（六斎市）との強いかかわりがあると指摘されている。
近年は、除雪作業の機械化により雁木の存在意義も薄れており、また商店街の衰退により雁木の維持、保存もおぼつかない状態となっている例も目立つ。加えて、モータリゼーションの進行した現代においては、路肩幅を確保できず路上駐車によって通行が阻害される、歩道横断時における視認性を悪化させるという負の側面もあり、所有者にとっては車の出し入れをしにくいという理由から撤去が相次いでいる。こうした状況から、青森県黒石市など、古い街筋の景観を守るために、まちづくりの一環としてこれらの保存、維持を進めている自治体もある。例えば上越市の場合、雁木通りの街並みを残しつつ一部の都市機能を周囲に移動し、公共交通や公共駐車場の利用を推進することで歩行者にやさしい街づくりを目指すという方向のマスタープランを策定しているほか、2004年からは「上越市雁木整備支援制度」の取り組みが行われている。
なお、日本の商店街にみられるアーケードは、雁木にヒントを得て整備されたという説もある。また、雁木がアーケードに置き換えられるパターンも多く見られる。
国土交通省手づくり郷土賞は、
長岡市「表町の雁木づくり」が平成13年度（地域活動部門）受賞。平成20年度大賞受賞。
上越市「高田の雁木」が、昭和61年度（人と風土が育てた家並）受賞。	
平成17年度大賞受賞。

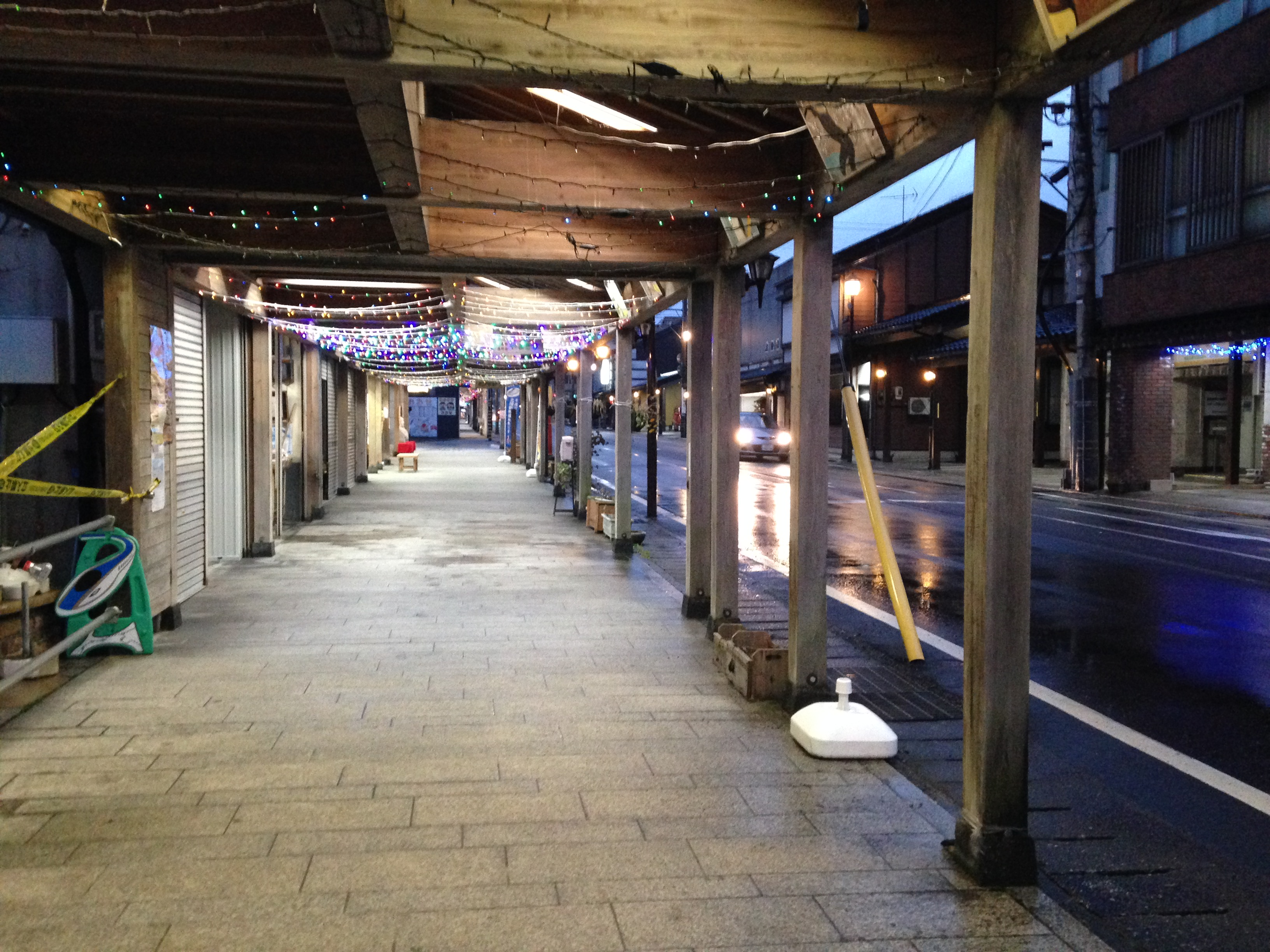
糸魚川市街
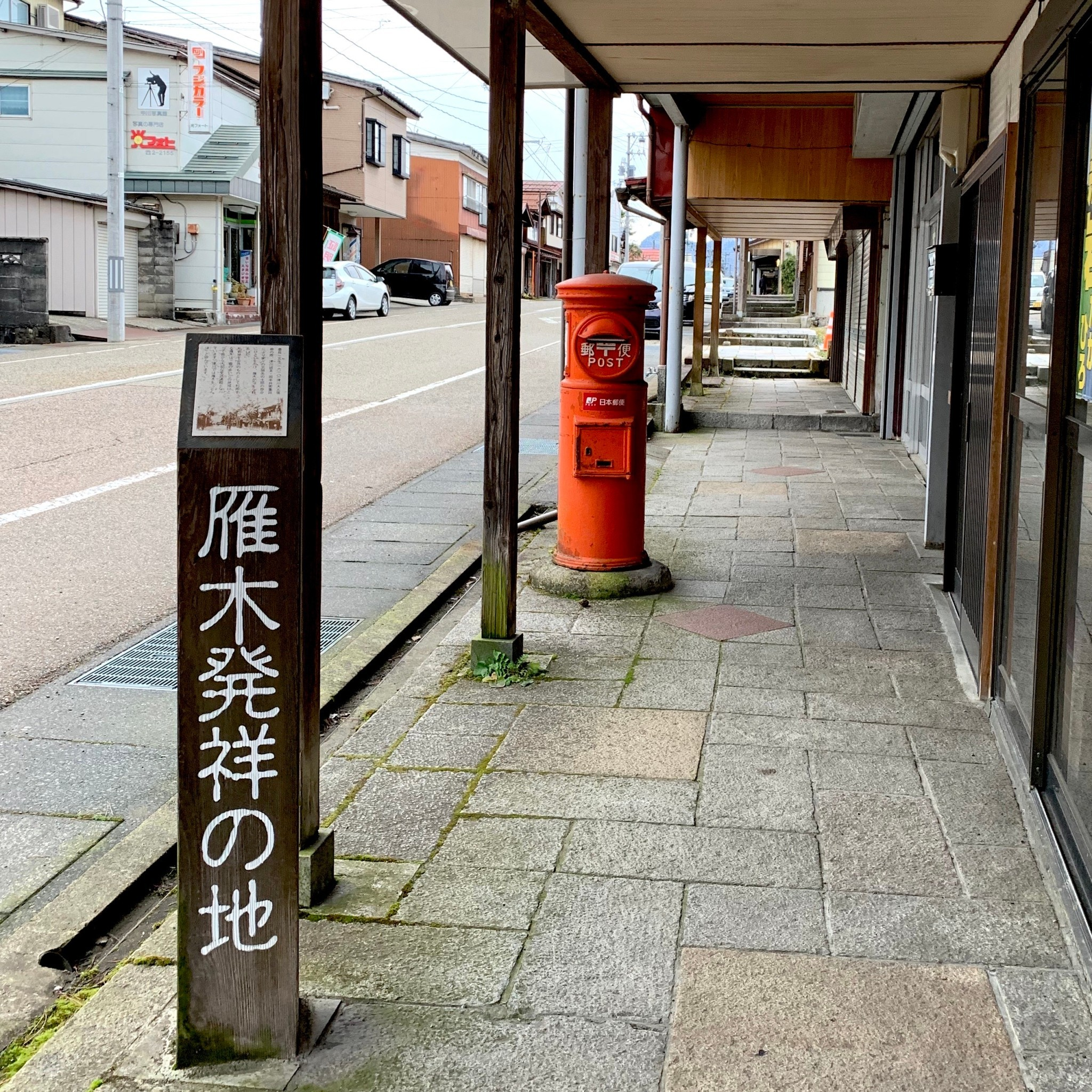
津川の「雁木発祥の地」の碑（新潟県阿賀町）
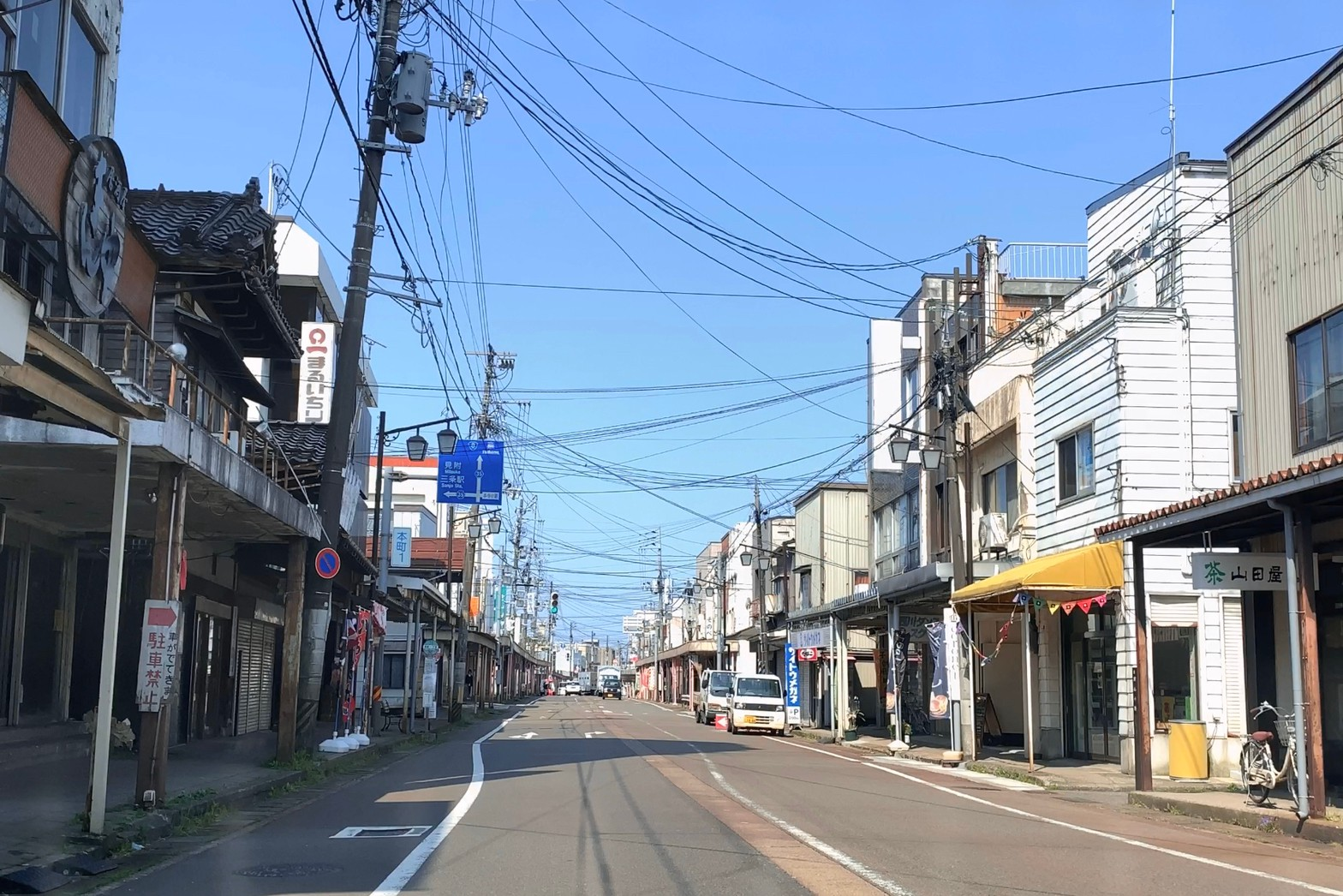
鉄製など様々な素材の雁木が連なる商店街。奥はアーケードとなっている（新潟県三条市）
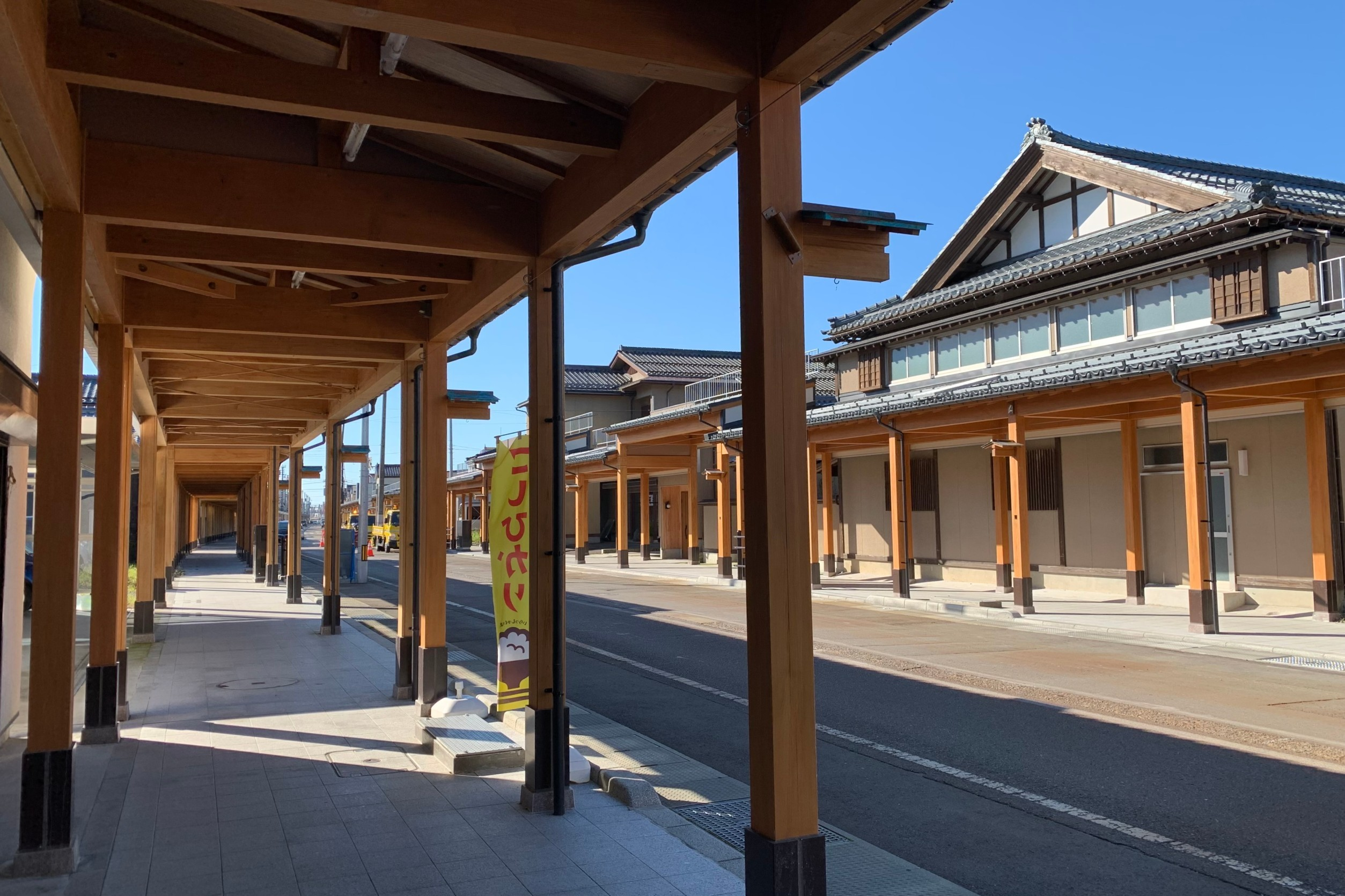
古くからの雁木通りを解体・拡幅のうえ雁木風アーケードに置き換えた加茂新町雁木通り商店街（新潟県加茂市）
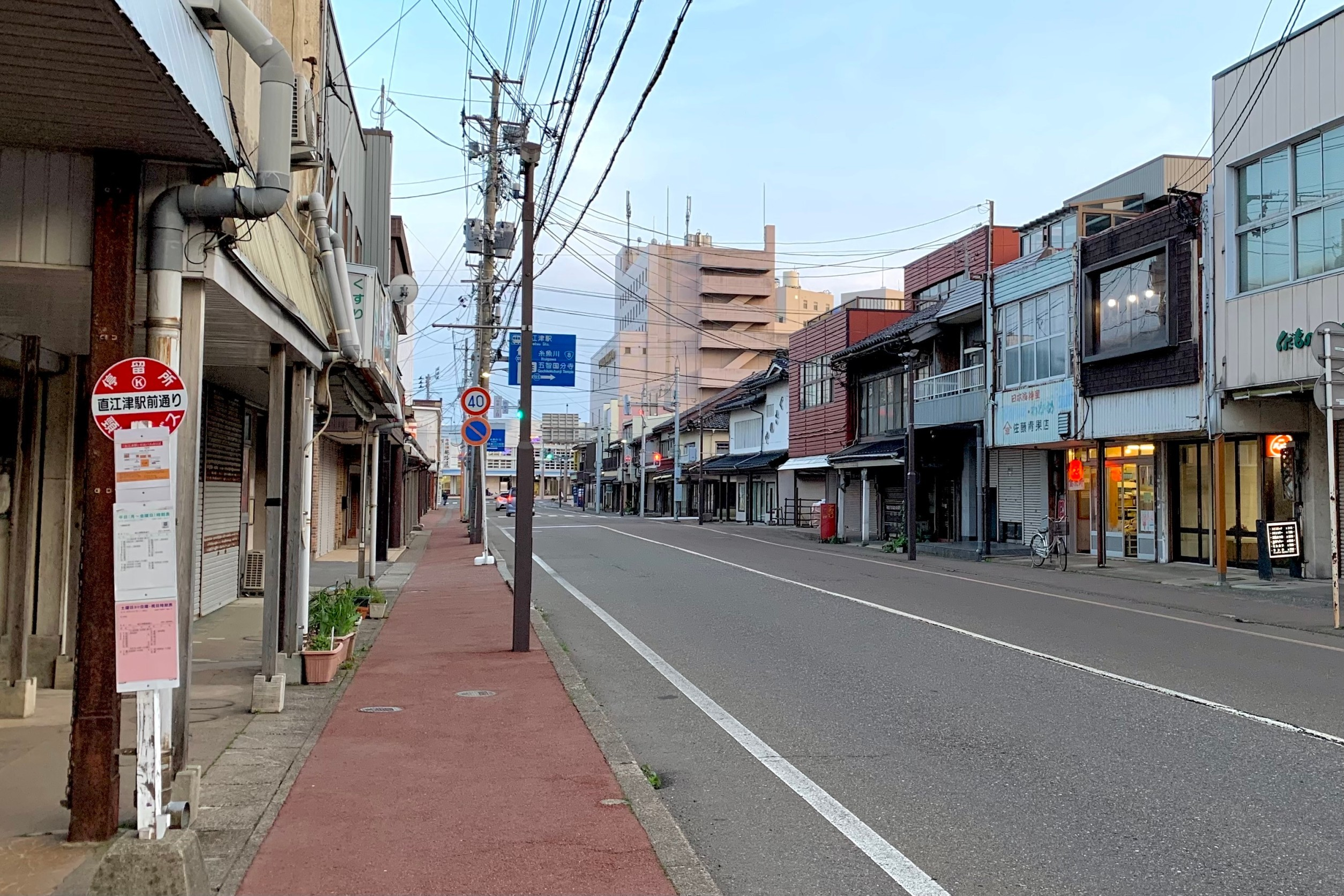
造り込み式雁木が多く見られる直江津駅前の雁木通り。雁木の外側に歩道が整備されている（新潟県上越市）

## 分布
1966年から1985年にかけての氏家による調査により、新潟県34都市、青森・岩手・秋田・福島・長野・鳥取の各県の12都市における雁木通りの存在が明らかにされた。しかしその後縮小が進み、2007年から2008年の調査では、連続的な雁木通りが残存し、その通行機能を保っているのは新潟県21都市と青森県黒石市のみとなった。
高田（新潟県上越市）の雁木通りの延長は、最盛期には17.9 km、現存でも13 km超と、いずれも日本一の長さである。2007年から2008年の調査時点での延長としては、次いで長岡（新潟県長岡市）、栃尾（同）が長い。

## 参照項目
- ボローニャのポルチコ